# Ayazpınar, Edremit
Ayazpınar là một xã thuộc huyện Edremit, tỉnh Van, Thổ Nhĩ Kỳ. Dân số thời điểm năm 2011 là 318 người.